# Buch (Taunus)

Ortsmitte von Buch

Buch ist eine Ortsgemeinde im Rhein-Lahn-Kreis in Rheinland-Pfalz. Sie gehört der Verbandsgemeinde Nastätten an.

## Geographie
Buch liegt im Taunus (westlicher Hintertaunus) auf dem Einrich. Die Gemarkung ist 4,19 Quadratkilometer groß, davon sind 1,47 Quadratkilometer Wald und 2,46 Quadratkilometer Ackerland und Wiesen. Zur Gemeinde Buch gehören auch die Wohnplätze Buchermühle, Haus am Wald, Hof-Karwinkel und Hof-Pfarrhofen.
Nachbarorte von Buch sind die Ortsgemeinden Miehlen im Nordwesten und Holzhausen an der Haide im Nordosten sowie die Stadt Nastätten im Südwesten.

## Geschichte
Der Einrichgau wurde von Karl dem Großen der Reichsabtei Prüm in der Eifel geschenkt und von dieser dem Erzbischof von Trier verpfändet, später an die Grafen von Arnstein verliehen und um das Jahr 1158 an die Grafen von Katzenelnbogen verkauft. Seit dem 13. Jahrhundert hatte der Einrich vier Herren. Nach langwierigen diplomatischen Verhandlungen wurde 1774 eine Einigung erzielt, nach der das Vierherrische Buch in Zukunft in Gänze zu Hessen-Kassel gehören sollte. Buch zählte somit zum Amt Nastätten in der Niedergrafschaft Katzenelnbogen.
Von 1806 bis 1813 stand das Gebiet unter französischer Verwaltung. Nach dem Wiener Kongress (1815) wurde die Region und damit auch der Ort Buch aufgrund eines Tauschvertrages 1816 dem Herzogtum Nassau zugeordnet. Infolge des sogenannten Deutschen Krieges wurde das Herzogtum Nassau 1866 vom Königreich Preußen annektiert.
Nach dem Ersten Weltkrieg war Buch bis zum Abzug der Franzosen 1929 besetzt. Am Ende des Zweiten Weltkriegs, am 27. März 1945, wurde Buch gegen 12:00 Uhr von amerikanischen Truppen eingenommen. Es hatte geringen Widerstand seitens der 276. Volksgrenadierdivision gegeben. Buch kam in die französische Besatzungszone und ist seit 1946 Teil des damals neu gebildeten Landes Rheinland-Pfalz.
Bevölkerungsentwicklung
Die Entwicklung der Einwohnerzahl der Gemeinde Buch. Die Werte von 1871 bis 1987 beruhen auf Volkszählungen:
| Jahr | Einwohner |
| ---- | --------- |
| 1815 | 278       |
| 1835 | 293       |
| 1871 | 308       |
| 1905 | 287       |
| 1939 | 307       |
| 1950 | 363       |
| 1961 | 342       |

| Jahr | Einwohner |
| ---- | --------- |
| 1970 | 349       |
| 1987 | 472       |
| 1997 | 598       |
| 2005 | 590       |
| 2011 | 596       |
| 2017 | 621       |
| 2024 | 611       |

## Politik

### Gemeinderat
Der Gemeinderat in Buch besteht aus zwölf Ratsmitgliedern, die bei der Kommunalwahl am 9. Juni 2024 in einer Mehrheitswahl gewählt wurden, und dem ehrenamtlichen Ortsbürgermeister als Vorsitzendem.

### Bürgermeister
Jan Menzel wurde am 1. Juli 2024 Ortsbürgermeister von Buch. Bei der Direktwahl am 9. Juni 2024 war er ohne Gegenkandidat mit 85,7 % der Stimmen zum neuen Bürgermeister gewählt worden.
Menzels Vorgänger Norbert Hißnauer hatte das Amt 1999 übernommen und kandidierte bei der Wahl 2024 nicht erneut als Ortsbürgermeister. Zuletzt bei der Direktwahl am 26. Mai 2019 war er mit einem Stimmenanteil von 84,31 Prozent wiedergewählt worden.

## Bauwerke
In der Denkmalliste des Landes Rheinland-Pfalz (Stand: 2024) werden folgende Kulturdenkmäler genannt:
- Evangelische Kirche in der Hauptstraße, teils romanisch (Westturm), Mitte des 18. Jahrhunderts barock überformt
- Fachwerkhaus einschließlich Gesamtanlage in der Hauptstraße
- Ehemalige Mühle im Sauerbornsweg
- Brunnenbecken vor Rathausstraße 1

Siehe auch: Liste der Kulturdenkmäler in Buch

## Wirtschaft und Infrastruktur

### Wirtschaft
Es gibt mehrere Kleingewerbetreibende, zwei Baustoffhandlungen sowie drei Gaststätten am Ort.
Zwei Betriebe führen Landwirtschaft im Vollerwerb durch.

### Verkehr
Buch wird durch die Kreisstraße 107 (im Ort: Bundesstraße) an das Straßennetz angeschlossen.